# John Hassall (illustrateur)
Pour le musicien, voir John Hassall.
John Hassall (Walmer, 1868 - Londres, 1948) est un illustrateur britannique.

## Biographie
Hassall naît à Walmer, dans le Kent. Il fait ses études au Newton Abbot College de Worthing, puis au Neuenheim College de Heidelberg. Après avoir échoué deux fois à l'Académie royale militaire de Sandhurst, il émigre au Manitoba au Canada en 1888 pour commencer à travailler avec son frère Owen. Il retourne à Londres deux ans plus tard quand il fait accepter ses dessins par The Graphic. Suivant la suggestion des peintres Dudley Hardy et Cecil Aldin, Hassall part étudier l'art à Anvers et à Paris. Pendant ce temps, il a été influencé par le célèbre artiste de l'affiche Alfons Mucha.
En 1895, il commence à travailler comme artiste publicitaire pour David Allen & Sons, une carrière qui dure cinquante ans et comprend des projets bien connus comme l'affiche Skegness Is so Bracing (1908). Entre 1896 et 1899, il produit plus de 600 dessins d'affiches de théâtre pour cette entreprise tout en fournissant des illustrations à plusieurs journaux illustrés. Utilisant des couleurs plates entourées de lignes noires épaisses, son style d'affiche est très adapté aux livres pour enfants, et il produit de nombreux volumes de comptines et de contes de fées, comme les comptines de Mother Goose's Nursery Rhymes (« Comptines maternelles de Mother Goose », 1909).
En 1901, Hassall est élu membre du Royal Institute of Painters in Water Colours (en) (« institut royal des aquarellistes ») et de la Royal Society of Miniature Painters, Sculptors and Gravers (en) (« société royale de peintres, sculpteurs et graveurs de miniatures »). Il appartient également à plusieurs gentlemen's clubs, dont le Langham (jusqu'en 1898), le Savage Club (en) et le London Sketch Club (en), dont il devient président de 1903 à 1904. Il appartient aussi au club littéraire The Sette of Odd Volumes et illustre leurs menus imprimés en privé, y compris celui d'un buste cassé de Jane Austen pour la « Nuit de la Divine Jane » du club en 1902.
En 1900, Hassall ouvre sa propre New Art School and School of Poster Design à Kensington où il compte Anne Harriet Fish (en), Bert Thomas (en), Bruce Bairnsfather (en), H. M. Bateman, Harry Rountree (en) et Hilda Rix Nicholas parmi ses élèves. L'école est fermée au début de la première Guerre mondiale. Il est l'un rares membres étrangers du cercle anversois De Scalden.
Dans l'entre-deux-guerres, il dirige la John Hassall Correspondence School, qui a du succès.
John Hassall meurt le 8 mars 1948 à Londres. Il est le père du poète Christopher Hassall (en) et de la graveuse Joan Hassall, et le grand-père de l'actrice Imogen Hassall, fille de Christopher.

## Œuvres
La création la plus célèbre de John Hassall est The Jolly Fisherman (en) en 1908, vantant le tourisme balnéaire à Skegness, sur la mer du Nord. Cette affiche est l'une des publicités de vacances les plus célèbres d'Angleterre. 
Sa conception pour Kodak en 1910 d'une jeune fille en robe rayée bleue et blanche est devenue une caractéristique de la publicité de Kodak dans les années 1970. Cette création a été continuellement mise à jour pour refléter les modes et les tendances changeantes, se révélant plus durable et d'une plus grande importance internationale que son Jolly Fisherman.

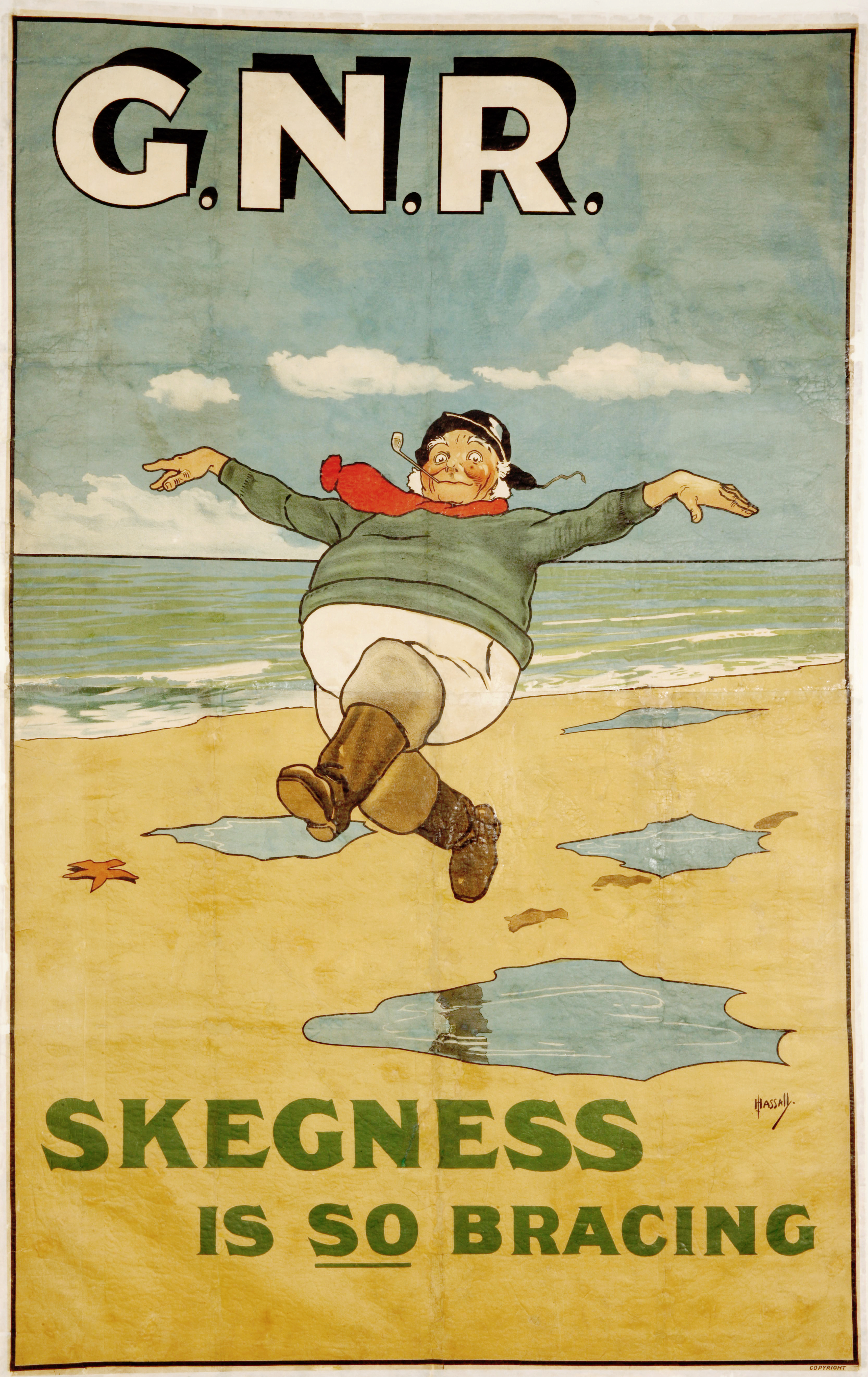
The Jolly Fisherman dans une affiche de 1908.
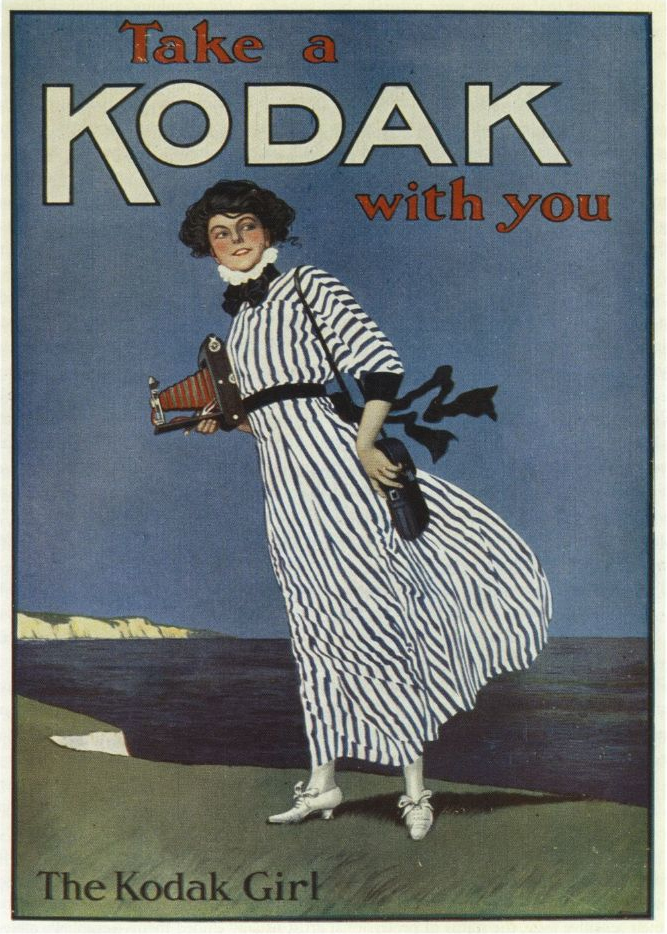
The Kodak Girl dans une affiche de 1910.
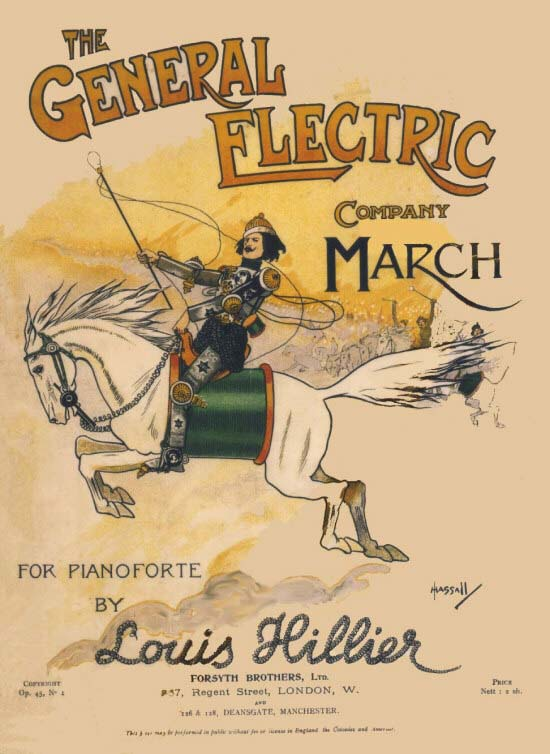
Louis Hillier dans la General Electric Company March, 1904.
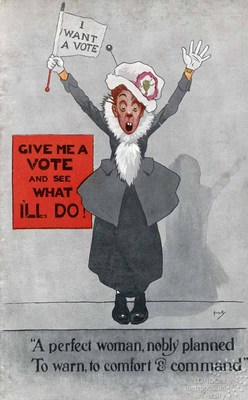
Women's suffrage, 1912.

## Élèves
- Hilda Rix Nicholas (1884-1961), australienne